# Can Brugueres
Can Brugueres és una obra del municipi de Sant Martí Sarroca (Alt Penedès) protegida com a bé cultural d'interès local, que dona lloc al barri de Can Brugueres.

## Descripció
Can Brugueres és la masia que centra el barri del mateix nom, situat a la banda esquerre del riu Foix. Consta de planta baixa, pis i golfes, amb coberta a doble vessant i té annexes unes galeries que formen un pati interior. Les portes són adovellades i els interiors presenten elements d'interès.

## Història
L'origen de Can Brugueres (antigament Mas Gaó i després Can Barceló de Brugueres) cal situar-lo en època medieval. Encara es conserven pergamins del segle xv. Posteriorment, ha estat reformada en diverses ocasions. A una de les portes laterals hi ha la data de 1718.